# (19924) 1979 MQ6
(19924) 1979 MQ6 est un astéroïde de la ceinture principale d'astéroïdes découvert en 1979.

## Description
(19924) 1979 MQ6 a été découvert le 25 juin 1979 à l'observatoire de Siding Spring, situé près de Coonabarabran, en Nouvelle-Galles du Sud, en Australie, par Eleanor Francis Helin et S. J. Bus.

### Caractéristiques orbitales
L'orbite de cet astéroïde est caractérisée par un demi-grand axe de 2,24 UA, un périhélie de 2,00 UA, une excentricité de 0,11 et une inclinaison de 4,51° par rapport à l'écliptique. Du fait de ces caractéristiques, à savoir un demi-grand axe compris entre 2 et 3,2 UA et un périhélie supérieur à 1,666 UA, il est classé, selon la JPL Small-Body Database, comme objet de la ceinture principale d'astéroïdes.

### Caractéristiques physiques
(19924) 1979 MQ6 a une magnitude absolue (H) de 15,2 et un albédo estimé à 0,090.